# Devihalli, Hassan
Devihalli là một làng thuộc tehsil Hassan, huyện Hassan, bang Karnataka, Ấn Độ.